# Štefanovičová
Štefanovičová (Hongaars: Tarány) is een Slowaakse gemeente in de regio Nitra, en maakt deel uit van het district Nitra.
Štefanovičová telt 302 inwoners.